# Ogun (Bundesstaat)

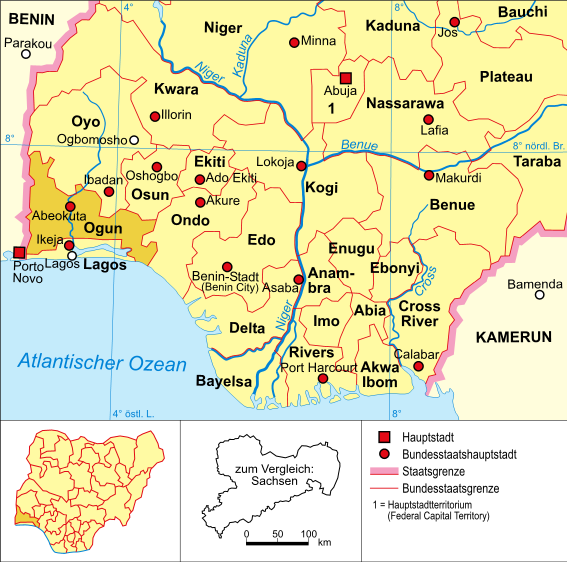
Lage von Ogun in Nigeria

Ogun ist ein Bundesstaat des westafrikanischen Landes Nigeria mit der Hauptstadt Abeokuta, die mit 593.140 Einwohnern (Stand: 2005) auch die größte Stadt des Bundesstaates ist. Ogun liegt als nigerianischer Bundesstaat nach Lagos an zweiter Stelle in seiner industriellen Entwicklung. Die Bevölkerung ist überwiegend Yoruba-sprachig. Ogun gehört, zusammen mit dem nördlichen Nachbarn Oyo, mutmaßlich zu den nigerianischen Bundesstaaten, in dem die Ethnie der Yoruba am stärksten überwiegt, während der südlichere Nachbar Lagos ein Schmelztiegel aller nigerianischen Ethnien darstellt. Mit Wole Soyinka wohnt ein Literaturnobelpreisträger in Ogun.

## Geografie
Der Bundesstaat liegt im Südwesten des Landes und grenzt im Nordwesten an den Bundesstaat Oyo, im Nordosten an den Bundesstaat Osun, im Süden an den Bundesstaat Lagos und den Atlantik, im Westen an Benin und im Osten an den Bundesstaat Ondo.

## Geschichte
In vorkolonialer Zeit gehörte das heutige Ogun zum Königreich Oyo, das gegen 1800 in einem Bürgerkrieg versank. Südlich von Ogun, auf der winzigen Insel Lagos, besaßen die Briten einen Flottenstützpunkt, in dessen Nähe die gleichnamige Stadt rasch anwuchs.
Bis zur Berliner Kongokonferenz 1885 hatte sich Großbritannien auf einige, strategisch platzierte Stützpunkte für ihre Handelsflotte und Kriegsmarine, wie Lagos und Calabar, konzentriert und war an den dort entstehenden Gemeinwesen eher nicht interessiert.
Nachdem die europäischen Kolonialmächte ihre Interessensphären abgesteckt hatten, diese aber nur galten, wenn nicht eine andere Macht das betreffende Gebiet zuvor unter ihre Kontrolle gebracht hatte, breitete das Vereinigte Königreich sein Territorium am Niger schnell aus. Der Angriff der Briten auf das Königreich Oyo 1891 war dabei der erste Schritt, die Strafexpedition gegen Benin der zweite. Das heutige Ogun wurde dabei 1893 Teil des „Protektorates Lagos“ (im Gegensatz zur Kolonie Lagos) und später des „Protektorates Yorubaland“, 1906 des „Protektorates Südnigeria“ und 1914 von Gesamt-Nigeria. 1899 hatte es eine Eisenbahnverbindung nach Lagos erhalten, der Boat Express führte durch Ogun hindurch nach Apapa und verband damit die Region mit der weiten Welt. Darin war man 1899 um einige Jahre früher als andere küstenferne Regionen in West- und Zentralafrika.
In den 1930er Jahren war Ogun ein Zentrum der nigerianischen Frauenbewegung unter Führung von Funmilayo Ransome-Kuti (der Mutter von Fela Kuti). Demokratie gab es im kolonialen Nigeria nach 1922 nur in Lagos und Calabar; woanders konnten sich Nigerianer nicht politisch einbringen (siehe hier).
Während der 40er Jahre waren in Nigeria Nahrungsmittel streng rationiert. Der Transport von Nahrungsmitteln vom eher agrarischen Ogun in die hungrige Metropole Lagos stand unter schwerer Strafe (Pullen Scheme, siehe hier).
Nach der Unabhängigkeit 1960 versank die Yoruba-Region, und Ogun ganz besonders, im Konflikt zwischen den Parteien Obáfẹ́mi Awólọ́wọ̀s und Samuel Akíntọ́lás („Operation Wetie“, siehe hier). Im Juli 1966 wurde in Abeokuta der damalige Machthaber Nigerias, Johnson Agulyi-Ironsi, im zweiten Putsch des Jahres ermordet, was den Auftakt zum Biafrakrieg darstellte.
Der Bundesstaat wurde am 3. Februar 1976 aus einem Teil des früheren Bundesstaates „Western“ gebildet. Erster Gouverneur war zwischen März 1976 und Juli 1978 Saidu Ayodole Balogun. Gegenwärtiger Gouverneur ist seit 29. Mai 2003 Gbenga Daniel. 

### Liste der Gouverneure und Administratoren
- Saidu Ayodole Balogun (Gouverneur 1976–1978)
- H. Eghagha (Gouverneur 1978–1979)
- Bisi Onabanjo (Gouverneur 1979–1983)
- Oladipo Diya (Gouverneur 1984–1985)
- Oladayo Popoola (Gouverneur 1985–1986)
- Raji Rasaki (Gouverneur 1986–1987)
- Mohammed Lawal (Gouverneur 1987–1990)
- Oladeinde Joseph (Gouverneur 1990–1992)
- Segun Osoba (Gouverneur 1992–1993)
- Daniel Akintonde (Administrator 1993–1996)
- Sam Ewang (Administrator 1996–1998)
- Kayode Olukimo (Administrator 1998–1999)
- Segun Osoba (Gouverneur 1999–2003)

## Verwaltung
Der Staat gliedert sich in 20 Local Government Areas. Diese sind: Abeokuta North, Abeokuta South, Ado-Odo-Ota, Egbado North, Egbado South, Ewekoro, Ifo, Ijebo East, Ijebu North, Ijebu North-East, Ijebu-Ode, Ikenne, Imeko-Afon, Ipokia, Obafemi-Owode, Odeda, Odogbolu, Ogun Waterfront, Remo North und Shagamu.

## Infrastruktur
Ogun profitiert von der Nähe zur Metropole Lagos und zum neuen Tiefseehafen und der ebenfalls neuen Dangote-Raffinerie in Lekki (Stand 2024), sowie seit 2021 von der Standardschienenverbindung Lagos-Abeokuta-Ibadan.
Der geplante Apapa-Kajola-Express soll zukünftig das Zentrum des Bundesstaates mit dem Lagoshafen verbinden.
Der geplante Flughafen Lekki-Epe, der den langfristig unhaltbar gewordenen Murtalla Mohammed International Airport ablösen soll (die Metropole Lagos ist im Laufe der Zeit um den 1945 noch in Randlage befindlichen Flughafen herumgewachsen), wird sich wenige Kilometer von der Grenze zu Ogun entfernt befinden und dessen Anbindung verbessern.

## Wirtschaft

### Primärer Bereich
Der Bergbau und die Landwirtschaft gehören zu den bedeutendsten Wirtschaftszweigen in Ogun. Es werden Kalkstein, Kreide, Phosphat und Kies abgebaut sowie Getreide, Reis, Mais, Maniok, Yams, Bananen, Kakao, Kolanüsse, Kautschuk, Palmöl und Palmkerne geerntet. Der Bundesstaat ist der größte Produzent von Kolanut in Nigeria. 

### Sekundärer Bereich, Metallverarbeitung
Ogún ist in der lokalen Naturreligion der Yoruba auch der Name des Gottes (Orisha) für Metallverarbeitung, ähnlich dem griechischen Hephaistos oder dem römischen Gott Vulkan (da die antike Welt Handelsbeziehungen mit dem heutigen Nigeria pflegte, könnte dies nicht ganz zufällig sein). Der Bundesstaat tut diesem Namen alle Ehre an, indem er das nigerianische Zentrum für Metallverarbeitung darstellt. Dafür zwei Beispiele: 
- Proforce stellt in Ode-Remo (25 km von Lagos entfernt) gepanzerte Fahrzeuge her, die auch nach Europa verkauft werden[3]. Seit 2008 hat man das Sortiment ausgebreitet und produziert auch Dronen für den Sicherheitsbereich.[4]
- Das Montagewerk für Güterwagen in Kajola ist das einzige Werk in Westafrika, das Schienenfahrzeuge herstellt und auch wartet und repariert.[5][6]

In Ogun werden zudem Bauholz, keramische Erzeugnisse, Fahrradreifen, Teppiche, Klebstoffe und anderes produziert. 
Der Bundesstaat erreicht für das Jahr 2019 einen Index der menschlichen Entwicklung von 0,675 und weist damit eine nach UN-Klassifikation mittlere menschliche Entwicklung auf. Unter den 37 Verwaltungseinheiten Nigerias erreicht er damit den zweiten Platz, direkt hinter dem angrenzenden Lagos.